# جيم تايلور (لاعب كرة قدم)
جيم تايلور (بالإنجليزية: Jim Taylor)‏  (و. 1935  م) هو لاعب كرة قدم أمريكية، من الولايات المتحدة، ولد في باتون روج، لويزيانا، يلعب كراكض للخلف ‏.

## التعليم
تعلم في ثانوية باتون روج ماغنت ‏.

## جوائز
حصل على جوائز منها:
- قاعة مشاهير محترفي كرة القدم.

## روابط خارجية
- جيم تايلور على موقع مرجع كرة القدم المحترفة.كوم (الإنجليزية)
- جيم تايلور على موقع كلية كرة القدم في سبورتس رفرنس.كوم (الإنجليزية)